# Schwarzenfeld
Schwarzenfeld – gmina targowa w Niemczech, w kraju związkowym Bawaria, w rejencji Górny Palatynat, w regionie Oberpfalz-Nord, w powiecie Schwandorf, siedziba wspólnoty administracyjnej Schwarzenfeld. Leży około 7 km na północ od Schwandorfu, nad ujsciem rzeki Schwarzach do Naab, przy linii kolejowej Pasawa - Berlin.

## Demografia
| Rok  | Liczba mieszk. |
| ---- | -------------- |
| 1970 | 6 429          |
| 1987 | 5 929          |
| 2000 | 6 338          |
| 2009 | 6 257          |

## Współpraca
Miejscowość partnerska:
- Straß in Steiermark, Austria